# 颜鲁公祠
颜鲁公祠位于中国江苏省南京市鼓楼区原广州路221号，今乌龙潭公园内西北角，乌龙潭为颜真卿任升州刺史时所建的放生池，该建筑原为在潭边所建的放生庵，清代改为祠堂，现存建筑为同治六年（1867）由江宁知府涂宗瀛所重建，共两进12间，2008年曾进行修缮，今为颜真卿纪念馆。